# Peperomia puberuliformis
Peperomia puberuliformis är en pepparväxtart som beskrevs av William Trelease. Peperomia puberuliformis ingår i släktet peperomior, och familjen pepparväxter. Inga underarter finns listade i Catalogue of Life.